# Shindy

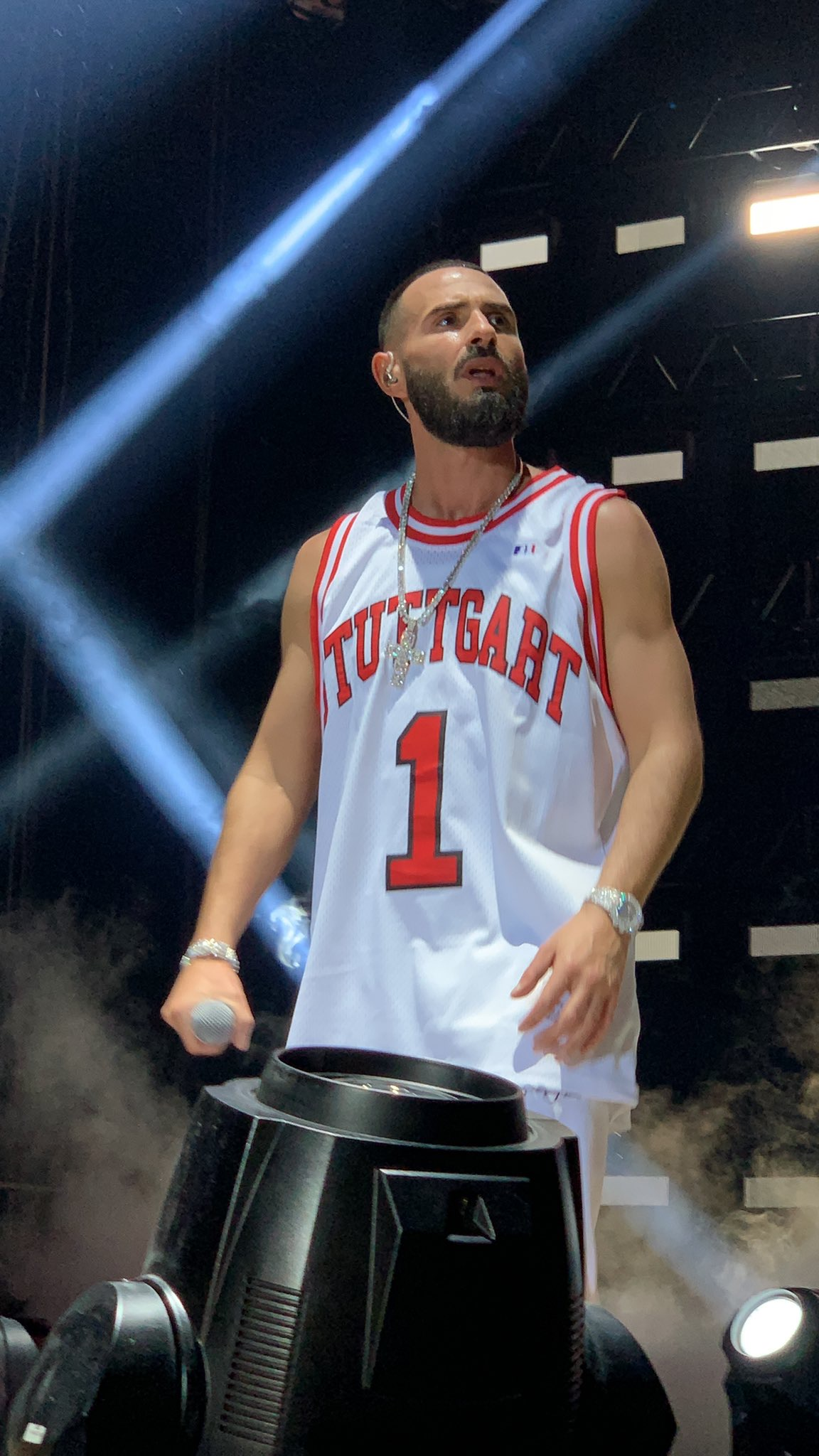
Shindy (2020)

Shindy (* 7. September 1988 in Bietigheim-Bissingen als Michael Conrad Schindler) ist ein deutscher Rapper und Produzent.

## Leben
Michael Schindler wuchs als Sohn eines Deutschen und einer Griechin in Bietigheim-Bissingen auf. In seiner Kindheit verbrachte er viel Zeit in der Gaststätte seiner Großeltern mütterlicherseits. Im Alter von zwölf Jahren begann er zu rappen. Zwei Jahre später wurde der ebenfalls griechischstämmige Rapper Jaysus auf ihn aufmerksam und produzierte einige Freetracks mit ihm. Schindler hat ein Semester Wirtschaftswissenschaften an der Universität Hohenheim in Stuttgart studiert. Shindy ist Vater zweier Söhne und wohnt in München.

## Karriere

### Jugend
Bereits in seiner Kindheit kam er mit Musik in Kontakt. Als Grundschüler bekam er eine Gitarre von seiner Oma geschenkt, um seinem Idol Michael Jackson nachzueifern. Später entdeckte er die VHS-Kassette der Up 'N Smoke Tour. Aus Inspiration wollte er von da an Hip-Hop-Musik produzieren und auch aufnehmen. Mit seinen Freunden traf er sich oft in der Freizeit, um Songs aufzunehmen. In seinem Buch berichtet er, dass er jeden damals aufgenommenen Song wieder löschte, da sie ihm nach ein paar Wochen nicht mehr gefielen.

### Crime Payz (2008–2013)
Durch das Internet kam Shindy auf Battle-Rap-Webseiten, auf denen er seine Songs hochlud. Jaysus und Kay One wurden dabei auf ihn aufmerksam und suchten den Kontakt zu ihm. Nach mehreren Treffen nahmen sie Schindler in ihre Hip-Hop-Gruppe Crime Payz auf. Als Gruppenmitglied schrieb er viele Songs für die beiden Rapper und nahm auch selbst Songs auf, jedoch zog Kay One bald nach Berlin, um seiner Karriere nachzugehen. Nach einem Disput zwischen Jaysus und Shindy entscheidet sich Shindy, Kay One nach Berlin zu folgen.

### Zeit bei ersguterjunge (2013–2018)
Durch die enge Beziehung zu Kay One als Teil der Crew Crime Payz kam Shindy 2011 zu Bushidos Label ersguterjunge. Seine ersten Veröffentlichungen waren Gastbeiträge auf Kay Ones Album Prince of Belvedair. Auch auf der anschließenden Kay-One-Single Finale wir kommen trat Shindy als Feature auf. Die Single erreichte Platz 29 in den deutschen Charts und war Shindys erste Chartnotierung. Gemeinsam mit Bushido nahm er die Single Panamera Flow auf, die auf Platz 51 in die deutschen Charts gelangte. Im Mai 2013 erschien der gegen Kay One gerichtete Disstrack Alkoholisierte Pädophile, bei dem Titel handelte es sich um eine Anspielung auf Kay Ones Label APMC. Shindy selbst betitelte den Track als „Die Wahrheit über Kay One“. Im Juni 2013 erschien die Single Immer immer mehr, die in den österreichischen Charts Platz 62 erreichte.
Im Juli 2013 erschien Shindys Debüt-Album NWA. Es erreichte in Deutschland und Österreich die Spitzenposition. NWA steht für „Nie wieder arbeiten“. Das im Album enthaltene Musikvideo Stress ohne Grund wurde nach etwa 45 Stunden von YouTube entfernt, hatte mit über 1,1 Millionen Klicks binnen 48 Stunden jedoch einen neuen „Klickrekord“ erreicht und damit Dynamit von Kollegah & Farid Bang um 100.000 Klicks übertroffen. Mit Wirkung zum 19. Juli 2013 wurde das Album indiziert. Der Regierende Bürgermeister von Berlin, Klaus Wowereit, erstattete Strafanzeige gegen Bushido. Für die 2.0-Version des Albums NWA wurde der Song noch einmal zusammen mit dem Rapper Haftbefehl neu aufgenommen und unter dem Titel Stress mit Grund veröffentlicht. Der Track erreichte Platz 21 der deutschen Singlecharts. Im Juni 2015 wurde die Indizierung des Albums von der Bundesprüfstelle für jugendgefährdende Medien wieder aufgehoben.
Shindys zweites Studioalbum FVCKB!TCHE$GETMONE¥ erschien im Oktober 2014 und war laut GfK Entertainment das fünfterfolgreichste Rap-Album des Jahres 2014. Es erreichte Goldstatus in Deutschland. Im November 2015 erschien das Kollaboalbum CLA$$IC mit Bushido, das in Deutschland, Österreich und der Schweiz Platz 1 erreichte und in allen drei Ländern eine goldene Schallplatte erhielt. Seit November 2015 arbeitet Shindy als Model für das Modeunternehmen Cayler & Sons. Im Mai 2016 erschien Shindys Autobiografie Der Schöne & die Beats, die auf Platz 1 der Spiegel-Bestsellerliste der Sachbücher einstieg.
Am 11. November 2016 veröffentlichte Shindy sein drittes Soloalbum Dreams, das ebenfalls Platz 1 der deutschen Charts erreichte. Seit einem Feature auf dem Bushido-Album Black Friday im Jahr 2017 wurde bei ersguterjunge keine Musik von Shindy mehr veröffentlicht.

### Friends with Money (2018–2022)
Nachdem er über ein Jahr lang nicht öffentlich präsent war, äußerte sich Shindy im November 2018 in einem Interview mit der Zeitschrift BOA zu den Gründen seiner medialen Abwesenheit: „Um alles aufzudröseln, was da in den letzten Monaten und Jahren passiert ist, würde eine Netflix-Serie nicht ausreichen. Die letzten Monate waren absoluter Psychoterror.“ Er themasierte zudem den Machtkampf zwischen seinen ehemaligen Labelbossen Bushido und Arafat Abou-Chaker: „Ich habe das Gefühl, dass die denken: Wer mich am Ende für sich gewinnt, gewinnt auch den Krieg.“ Gleichzeitig kündigte er ein baldiges Comeback in neuem Gewand an: „Von mir aus kann es losgehen. Es fehlen nur noch zwei Unterschriften. […] Ich liebe Ende-der-Neunziger-HipHop und den Rap der frühen Nullerjahre. In den neuen Songs will ich die Klangästhetik von damals mit dem neuen Soundbild von heute vereinen.“

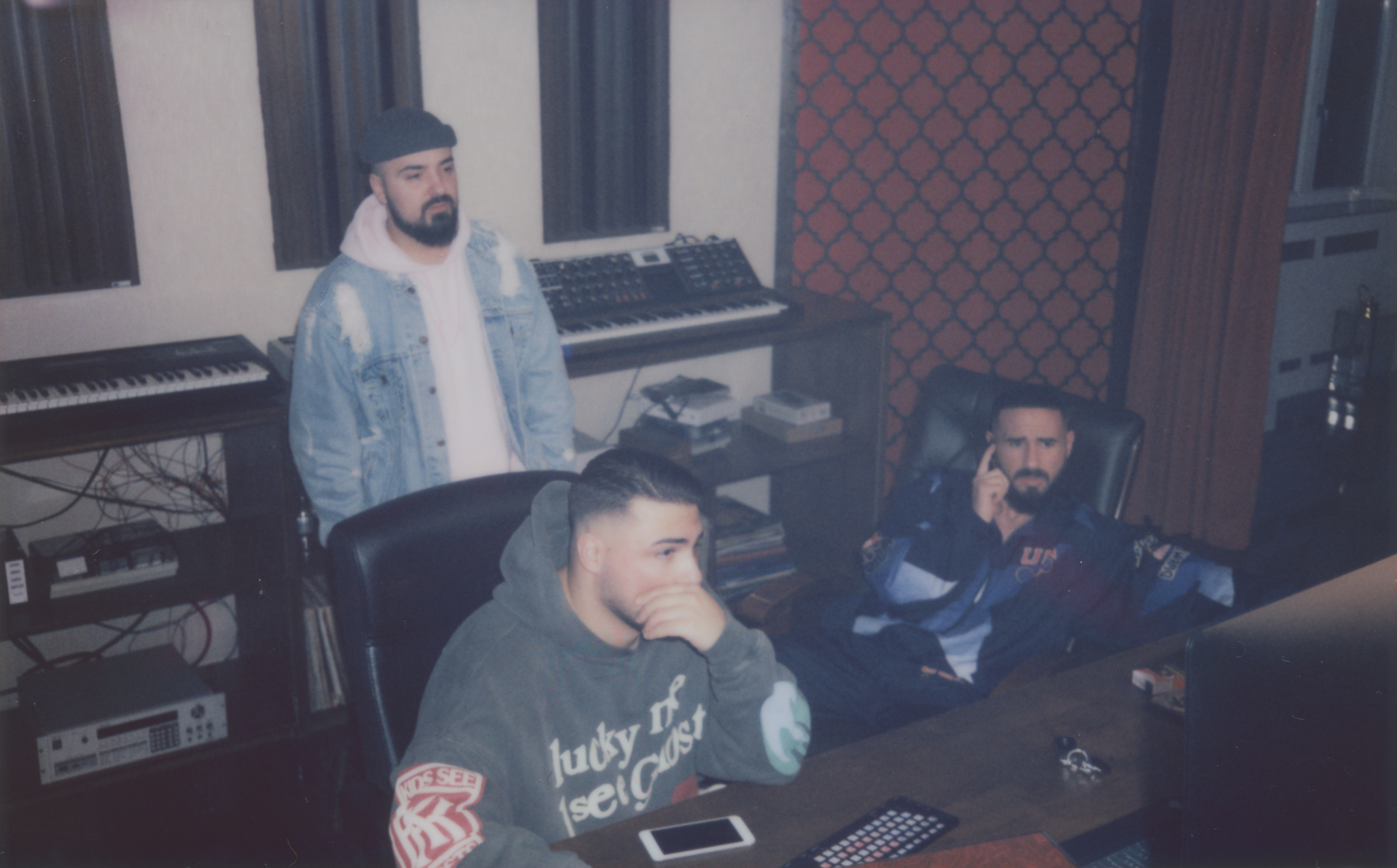
Shindy im Studio mit OZ und Nico Chiara (2019).

Im Januar 2019 feierte Shindy mit der Single DODI sein Comeback. Der Song wurde unter seinem eigenen, neu gegründeten Label Friends with Money veröffentlicht und erreichte auf Anhieb Platz 1 der deutschen Singlecharts. Gleichzeitig kündigte er ein neues Album an, das am 12. Juli 2019 erschien und den Titel Drama trägt. Für das Album arbeitete Shindy ausschließlich mit den Produzenten OZ und Nico Chiara zusammen, mit welchen er gemeinsam alle Songs produzierte.
Nach der im August 2020 veröffentlichten Single Morning Sun legte Shindy eine einjährige Pause ein. Im August 2021 meldete er sich mit der Single Im Schatten der Feigenbäume zurück, die auf Platz fünf der deutschen Singlecharts einstieg. Im September folgte die Single Mandarinen, die auf Platz eins einstieg. Daraufhin kündigte er sein nächstes Studioalbum In meiner Blüte an für November 2021 an, sagte die Veröffentlichung jedoch drei Wochen vor dem geplanten Termin ab und verschob das Album auf unbestimmte Zeit. Als Grund für die Verschiebung gab er an, dass er sich in „mehr als fragwürdigen Vertragsverhältnissen“ befinde und sich dadurch „in den vergangenen Jahren diverse vertragliche und steuerliche Schwierigkeiten und Ungereimtheiten“ entwickelten. Auch die von ihm für 2022 angekündigte „Forever-Tour“ sagte er Ende März 2022 aufgrund von gesundheitlichen Beschwerden ab. Im Juli 2022 wurde bekannt, dass die vertraglichen Schwierigkeiten und die damit einhergehende Verschiebung des Albums auf einem Zerwürfnis mit Shindys Geschäftspartner Alexander Klöpfer beruhen, welcher Mitgründer des Labels Friends With Money ist.

### Sony Music Entertainment (2022–2023)
Im Juli 2022 kündigte Shindy die Veröffentlichung des Albums In meiner Blüte erneut an und veröffentlichte die Singles Hot Summer und Mami Freestyle. Nachdem er die Zusammenarbeit mit seinem alten Label beendet hatte, übernahm Sony Music Entertainment den Vertrieb von Shindys Musik. Das Album sollte Ende September 2022 erscheinen, kurz vor der Veröffentlichung verschob Shindy es jedoch erneut auf unbestimmte Zeit. In meiner Blüte erschien schließlich am 16. Juni 2023, zuvor wurden zwischen März und Mai 2023 mit Geld machen Jung, Bayern Freestyle und Cent’anni drei weitere Singles veröffentlicht. Das Album erreichte Platz vier der deutschen Charts. Am 21. Juni 2023 erschien mit Free Spirit ein Disstrack gegen Kollegah.

### Universal Music (2023–)
Ende Juni 2023 teilte Shindy über einen Instagram-Post mit, dass er nach 10 Jahren die Zusammenarbeit mit Sony Music Entertainment beendet hat und fortan mit der Universal Music Group zusammenarbeitet. Im Rahmen dieser neuen Partnerschaft kündigte Shindy Ende 2024 an, dass er derzeit an seinem kommenden Album In meiner Blüte 2 arbeitet, welches eine Fortsetzung seines 2023 erschienenen Albums In meiner Blüte darstellt.

## Kontroversen

### Konflikt mit Fard (2012)
In mehreren Interviews zu Kay Ones Veröffentlichung Prince of Belvedair äußerte sich Shindy negativ über den deutschen Rapper Fard. Es folgten abwertende Zeilen gegenüber Fard in den Liedern Sportsfreund und Die Gang schläft nie. Fard antwortete wenig später in seinem Song Molotov, in dem er auch Kay One angriff. Seit Shindy mit Kay One im Streit steht, äußerte er, er habe Fard lediglich wegen seines damaligen Verhältnisses zu Kay One gedisst.

### Konflikt mit Kay One (seit 2012)
Im Jahr 2012 entbrannte einer der bekanntesten Konflikte in der Geschichte des Deutschrap zwischen Kay One, seinem ehemaligen Freund und Labelboss Bushido und Shindy. Im April 2012 verkündete Kay One, dass er sich vom Label ersguterjunge trennen werde. Fünf Tage zuvor hatte Bushido die Wortmarke „Kay One“ beim Deutschen Patent- und Markenamt angemeldet. Kay One äußerte sich negativ dazu und behauptete, dass man seine Karriere beenden wolle. Es wurde zunächst Widerspruch gegen die Markenanmeldung eingelegt und ein Jahr später wurde ein Antrag auf Löschung gestellt. Im Mai 2012 gab Kay One an, dass er nach zwei Auftritten von maskierten Personen mit Messern angegriffen wurde, jedoch blieb er unverletzt. Er beschuldigte Bushido, diese Leute geschickt zu haben, und bezichtigte ihn einer Straftat; Bushido äußerte sich öffentlich und leugnete diese Vorwürfe.
Im Mai 2013 veröffentlichte Bushidos Kollege Shindy, der ebenfalls im Streit mit Kay One stand, den Disstrack Alkoholisierte Pädophile. In diesem behauptete er unter anderem, dass er die Texte für Kay Ones Album Prince of Belvedair geschrieben habe, ohne dafür jemals bezahlt worden zu sein. Besondere Aufmerksamkeit erregte der Vorwurf der Pädophilie gegen Kay und dessen Stiefvater „Olliwood“. Kay ließ den Disstrack kurz darauf sperren und kündigte auf Facebook an, die ganze Wahrheit ans Licht zu bringen. Am 1. August 2013 veröffentlichte Kay One schließlich den Disstrack Nichts als die Wahrheit, in dem er betonte, dass der Song kein Diss sei, sondern einfach die Wahrheit. In dem Song rappte Kay One über seine Vergangenheit mit Bushido und Shindy. Er warf ihnen unter anderem vor, pädophil zu sein sowie dass Bushido seine eigene Frau mit einem siebzehnjährigen Mädchen betrogen habe. Bushido kündigte daraufhin auf YouTube an, ebenfalls einen Disstrack zu veröffentlichen. Der Streit erreichte einen weiteren Höhepunkt, als Kay One in der Sendung Stern TV über Bushidos Verbindungen zur Mafia sprach. Er behauptete, dass er selbst und Bushido Sklaven eines Berliner Araber-Clans gewesen seien und dass Bushido aus Berlin fliehen wolle.
Die Antwort von Bushido folgte am 22. November 2013 auf seinem offiziellen YouTube-Kanal unter dem Namen Leben und Tod des Kenneth Glöckler. Der elfminütige Disstrack spiegelte Kay Ones Karriere aus Bushidos Sicht wider und behauptete, dass dieser seine alten Kameraden im Stich gelassen habe, um viel Geld zu verdienen. Es wurde Kay One eine angebliche Affäre mit der transsexuellen Lorielle London vorgeworfen. Der Disstrack erreichte bereits in sieben Stunden die Marke von einer Million Klicks und stellte somit einen neuen Rekord auf. Kay One bezeichnete Bushido daraufhin auf Facebook als „Hassprediger“ und bezeichnete dessen Aktivitäten als reine Promotion-Maßnahme. Seit Kay Ones Enthüllungen über Bushidos Verbindungen zum Abou-Chaker-Clan steht Kay One unter Polizeischutz, da er Morddrohungen erhalten hat.

### Verurteilung wegen gefährlicher Körperverletzung (2016)
Gegen 4 Uhr am 1. Januar 2016 wartete Schindler mit seinen Begleitern, wie auch mehr als 20 weitere Menschen, am Stuttgarter Rotebühlplatz auf ein Taxi. Unter strittigen Umständen zogen sich zwei Männer „eine blutige Nase, eine geplatzte Lippe, ein[en] Riss in der Wange und etliche Hämatome“ zu. Wegen des Geschehens wurde Schindler am Amtsgericht Stuttgart angeklagt.
Nebenkläger waren ein 29-Jähriger und dessen Bekannter – ein 35-jähriger Polizeimeister. Der 29-Jährige sagte, er habe Schindler gefragt, ob er Bushido sei, woraufhin er von Schindler geschlagen und, am Boden liegend, von Schindler und dessen Begleitern weiterhin malträtiert worden sei. Der Bekannte sagte, er sei zu Hilfe gekommen und ebenfalls zu Boden geprügelt worden. Ein Zeuge, ein Polizist der zum Ort des Geschehens gerufen wurde, sagte aus, Schindler habe einem der am Boden Liegenden gegen die Schulter getreten. Zudem sollen Personen aus der Gruppe den Vorwurf erhoben haben, Polizisten hätten die Männer mit Schlagstöcken niedergeprügelt. Schindler, vertreten durch Martina Kohler, sagte: „Ich habe aber niemanden getreten und niemanden geschlagen“. Nach Angaben Schindlers soll er sich, als ein Taxi zu sehen war, vorgedrängelt und dem Fahrer 100 € für die Fahrt angeboten haben. Daraufhin sei er angepöbelt worden, es sei zu einem Handgemenge gekommen, bis die Polizei kam. Er habe drei Flaschen Schaumwein intus gehabt und könne sich an das Geschehen nicht mehr genau erinnern.
Die Staatsanwaltschaft beantragte eine Haftstrafe von einem Jahr und vier Monaten, dem sich die Anwälte der Nebenkläger anschlossen. Kohler hob in ihrem Plädoyer die Provokationen gegenüber Schindler und die allgemeine Alkoholisierung hervor und beantragte deshalb eine Geldstrafe wegen einfacher Körperverletzung.
Die Richterin verurteilte Schindler wegen gefährlicher Körperverletzung in zwei Fällen zu einer Freiheitsstrafe von einem Jahr und zwei Monaten, die zur Bewährung ausgesetzt wurde. Zudem muss Schindler jeweils 1000 € an die Nebenkläger und 5000 € an eine gemeinnützige Organisation zahlen. Schindler und Kohler legten gegen das Urteil Berufung ein. In der Berufungsverhandlung vor dem Landgericht Stuttgart gestand Schindler, die beiden Männer verletzt zu haben, und äußerte sein Bedauern darüber. Das Landgericht reduzierte die Freiheitsstrafe auf elf Monate. Die Vollziehung der Freiheitsstrafe wurde ebenfalls zur Bewährung ausgesetzt. Zusätzlich wurde Schindler verurteilt, an die beiden Männer nunmehr insgesamt 6000 € Schmerzensgeld zu zahlen.

### Konflikt mit Shirin David (2019–2021)
Auf der ersten Version der Single Affalterbach, die am 22. März 2019 veröffentlicht wurde, war ursprünglich Shirin David als Hooksängerin zu hören. Shindy veröffentlichte die Single jedoch ohne ihre Zustimmung, weshalb David das Lied auf allen Plattformen sperren ließ. Das Lied war zwar ursprünglich als Kollaboration geplant, Shirin David wollte jedoch nicht mehr, dass das Lied mit ihrer Hook veröffentlicht wird, nachdem sie und Shindy sich nicht auf die Gestaltung des Musikvideos einigen konnten. Nach der Sperrung wurde eine überarbeitete Version des Songs mit einer anderen Hooksängerin veröffentlicht.
Auf der Instagram-Seite von Shirin David erklärte sie ihre Sichtweise, auch dass Shindy sie mit Sätzen wie „Alles klar Beyoncé, bleib besser zu Hause du Spinnerin“ herablassend behandelt habe. Als Antwort auf diesen Beitrag machte sich Shindy in der Fernsehshow Late Night Berlin über ihre Verkaufszahlen lustig. Im Jahr 2021 wurde der Streit beigelegt und die ursprüngliche Version von Affalterbach wieder veröffentlicht, bei der diesmal Shirin David im Titel als Feature genannt wurde.

### Konflikt mit Kollegah (seit 2014)
Im Jahr 2014, als Shindy bei Bushidos Label ersguterjunge unter Vertrag stand, veröffentlichten Kollegah und Farid Bang den Song Gangsta Rap Kings zusammen mit Bushido. Anschließend verhärteten sich jedoch die Fronten zwischen den Parteien, insbesondere nachdem Bushido sich abfällig über Kollegah und Farid Bang geäußert hatte. Shindy selbst spielte zunächst eine untergeordnete Rolle in diesem Konflikt, wurde jedoch durch seine Zugehörigkeit zu ersguterjunge involviert.
Der Streit eskalierte weiter, als Bushido 2017 Laas Unltd. bei ersguterjunge unter Vertrag nahm. Kollegah und Farid Bang reagierten mit weiteren Disses, und es kam sogar zu einem persönlichen Aufeinandertreffen auf dem Festival Hip Hop Bewegt, das fast in Gewalt ausartete. Der Konflikt erreichte einen Höhepunkt, als Kollegah und Farid Bang 2017 ihr Album Jung Brutal Gutaussehend 3 veröffentlichten, auf dem sie Bushido, Laas und Shindy massiv dissten.
Nach einer Phase relativer Ruhe entfachte Kollegah den Streit 2023 erneut, als er während der Promo-Phase für Shindys Album In meiner Blüte den Song In seiner Blüte veröffentlichte, der eine Provokation in Richtung Shindy darstellte. Shindy antwortete daraufhin mit dem Disstrack Free Spirit, in dem er sowohl Kollegah als auch Farid Bang scharf attackierte. Die Auseinandersetzung setzte sich in den folgenden Monaten mit weiteren Disses und Reaktionen fort, unter anderem durch einen weiteren von Shindy veröffentlichten Disstrack namens Kristallmatte.
Obwohl beide Seiten ihre Promophasen nutzen, um den Konflikt zu befeuern, endete der Streit bisher in einer Art Pattsituation, ohne dass ein klarer Sieger hervorging. Shindy behauptete im Februar 2024, den Beef „fast gewonnen“ zu haben, was er durch die positive Resonanz auf seine Disstracks unterstrichen sah. Kollegah hingegen betonte, dass die Auseinandersetzung aus sportlichen Gründen stattfand und noch nicht beendet sei.

## Diskografie
Studioalben

| Jahr | Titel                  | Höchstplatzierung, Gesamtwochen, AuszeichnungChartplatzierungen (Jahr, Titel, Platzierungen, Wochen, Auszeichnungen, Anmerkungen) | Höchstplatzierung, Gesamtwochen, AuszeichnungChartplatzierungen (Jahr, Titel, Platzierungen, Wochen, Auszeichnungen, Anmerkungen) | Höchstplatzierung, Gesamtwochen, AuszeichnungChartplatzierungen (Jahr, Titel, Platzierungen, Wochen, Auszeichnungen, Anmerkungen) | Anmerkungen                                                                                    | [↑]: gemeinsam behandelt mit vorhergehendem Eintrag; [←]: in beiden Charts platziert |
| Jahr | Titel                  | DE | AT | CH | Anmerkungen                                                                                    |                                                                                      |
| ---- | ---------------------- | --- | --- | --- | ---------------------------------------------------------------------------------------------- | ------------------------------------------------------------------------------------ |
| 2013 | NWA                    | DE1 Gold · (1 Wo.)DE | AT1 (6 Wo.)AT | CH3 (6 Wo.)CH | Erstveröffentlichung: 12. Juli 2013 Verkäufe: + 100.000; von Juli 2013 bis Juni 2015 indiziert |                                                                                      |
| 2013 | NWA 2.0                | DE6 (5 Wo.)DE[AT: ↑][CH: ↑] | AT1 (6 Wo.)AT | CH3 (6 Wo.)CH | Erstveröffentlichung: 2. August 2013                                                           |                                                                                      |
| 2014 | Fuck Bitches Get Money | DE1 Platin · (10 Wo.)DE | AT1 (6 Wo.)AT | CH1 (8 Wo.)CH | Erstveröffentlichung: 10. Oktober 2014 Verkäufe: + 200.000                                     |                                                                                      |
| 2016 | Dreams                 | DE1 Gold · (11 Wo.)DE | AT1 Gold · (8 Wo.)AT | CH1 (13 Wo.)CH | Erstveröffentlichung: 11. November 2016 Verkäufe: + 107.500                                    |                                                                                      |
| 2019 | Drama                  | DE1 Gold · (64 Wo.)DE | AT2 (52 Wo.)AT | CH2 (51 Wo.)CH | Erstveröffentlichung: 12. Juli 2019 Verkäufe: + 100.000                                        |                                                                                      |
| 2023 | In meiner Blüte        | DE4 (6 Wo.)DE | AT2 (5 Wo.)AT | CH3 (6 Wo.)CH | Erstveröffentlichung: 16. Juni 2023                                                            |                                                                                      |

## Auszeichnungen

### Erhaltene Auszeichnungen
Hiphop.de Awards
- 2013: Bester Newcomer national[52]
- 2015: Bester Produzent national (mit Bushido, Beatzarre und Djorkaeff)[53]
- 2019: Beste Line („Interessant, du hast Shindy gemacht? / Mashallah, mach nochmal“; aus DODI)[54]
- 2021: Beat des Jahres (Im Schatten der Feigenbäume; Produzent: OZ)[55]
- 2023: Beat des Jahres (September; Produzent: Shindy)[56]

Hype Awards
- 2019: Hype Video (DODI)[57]
- 2019: Hype Line („Interessant, du hast Shindy gemacht? / Mashallah, mach nochmal“; aus DODI)[58][59]

### Nominierungen
Hiphop.de Awards
- 2013: Bestes Release National (NWA)[60]
- 2015: Bestes Release National (CLA$$IC; mit Bushido)[61]
- 2015: Beste Punchline („Rapper reden über Muskeln oder Brustumfang / Ich bin so ein Sklave, ich muss Benz fahren aus Gruppenzwang“; aus G$D)[62]
- 2016: Bester Rap-Solo-Act National[63]
- 2016: Bestes Release National (Dreams)[64]
- 2016: Bester Produzent National[65]
- 2016: Bestes Video National (Roli)[66]
- 2016: Beste Punchline („Dreams ist ein Paniniheft, in dem kein Sticker fehlt“; aus Statements)[67]
- 2019: Bester Rap-Solo-Act National[68]
- 2019: Bester Lyricist[68]
- 2019: Bestes Album National (Drama)[54]
- 2019: Bester Song National (DODI)[69]
- 2020: Bester Live-Act National[70]
- 2020: Beste Line („Beats im iPod, Geschichtslehrer fickt Kopf / Schreib' Geschichten in Geschichte, die Geschichte schreiben / Wie viel Geschichte wollen sie noch?“; aus 554)[70]
- 2021: Lyricist des Jahres[71]
- 2021: Bester Song National (Im Schatten der Feigenbäume)[72]
- 2021: Beste Line („Was ich mit dem Game gemacht habe? Check die Kratzer auf mei’m Rücken / Mein Flow ist Gottes Wille wie das Wasser in den Flüssen“; aus Im Schatten der Feigenbäume)[72]
- 2022: Bester Song National (Hot Summer)[73][74]
- 2022: Bester Beat National (Mami Freestyle; Produzent: Efro)[73][74]
- 2023: Bester Solo-Act National[75]
- 2023: Lyricist des Jahres[75]
- 2023: Bestes Album National (In meiner Blüte)[75]
- 2023: Bester Song National (Geld machen jung)[75]
- 2023: Bestes Video National (Geld machen jung; Regie: Shindy)[75]
- 2023: Beste Line („Ich bin frisch gebotoxt für den Glow / Baby, ich bin frisch gebotoxt wie 'nе Hoe“; aus Geld machen jung)[75]

Bravo Otto
- 2019: Hip-Hop National[76]

Echo
- 2015: Hip-Hop/Urban (Fuck Bitches Get Money)[77]
- 2017: Hip-Hop/Urban (Dreams)[78]

## Buch
- Der Schöne & die Beats, 2016 (Platz 1 der Spiegel-Bestsellerliste vom 21. bis zum 27. Mai 2016)